# 郭家堡乡 (晋中市)
{{中国乡级行政区
郭家堡乡，是中华人民共和国山西省晋中市榆次区下辖的一个乡镇级行政单位。

## 行政区划
郭家堡乡下辖以下地区：
郭家堡村、聂村、新富村、郝家沟村、荣村、张超村、近城村、王村、源涡村、白草坡村、北合流村、南关村、大东关村、小东关村、直隶庄村、王湖村和南沟村。